# Condado de Monroe (Indiana)
O Condado de Monroe é um dos 92 condados do Estado americano de Indiana. A sede do condado é Bloomington, e sua maior cidade é Bloomington. O condado possui uma área de 1 065 km² (dos quais 44 km² estão cobertos por água), uma população de 120 563 habitantes, e uma densidade populacional de 118 hab/km² (segundo o censo nacional de 2000). O condado foi fundado em 1818.